# 井上彦左衛門
井上 彦左衛門（いのうえ ひこざえもん、1853年11月25日（嘉永6年10月25日） - 1929年（昭和4年）5月2日）は、明治から大正時代の政治家、銀行家。新聞経営者。大地主。衆議院議員（5期）。幼名は幾次郎。

## 経歴
先代の豪農・井上彦左衛門の長子として、駿河国有渡郡八幡村（安倍郡豊田村を経て現静岡市）に生まれ、1883年（明治16年）3月、家督を相続する。下総の遠藤良規に学ぶが水戸城焼失事件で疑われ投獄される。1873年（明治6年）釈放され帰郷し、1882年（明治15年）野崎銀行創立に参画し取締役兼支配人に就任する。1884年（明治17年）静岡県会議員に当選し1890年（明治23年）まで務めた。『静岡民友新聞』を創刊し社長を務め立憲改進党の立場で論陣をはったほか、静岡農工銀行頭取、駿府銀行専務取締役、静岡銀行取締役などを歴任した。
1890年（明治23年）7月の第1回衆議院議員総選挙では静岡県第1区から出馬し当選。つづく第2回、第3回、第4回、第6回総選挙でも当選し衆議院議員を通算5期務めた。